# St. Jakobus der Ältere (Dasburg)

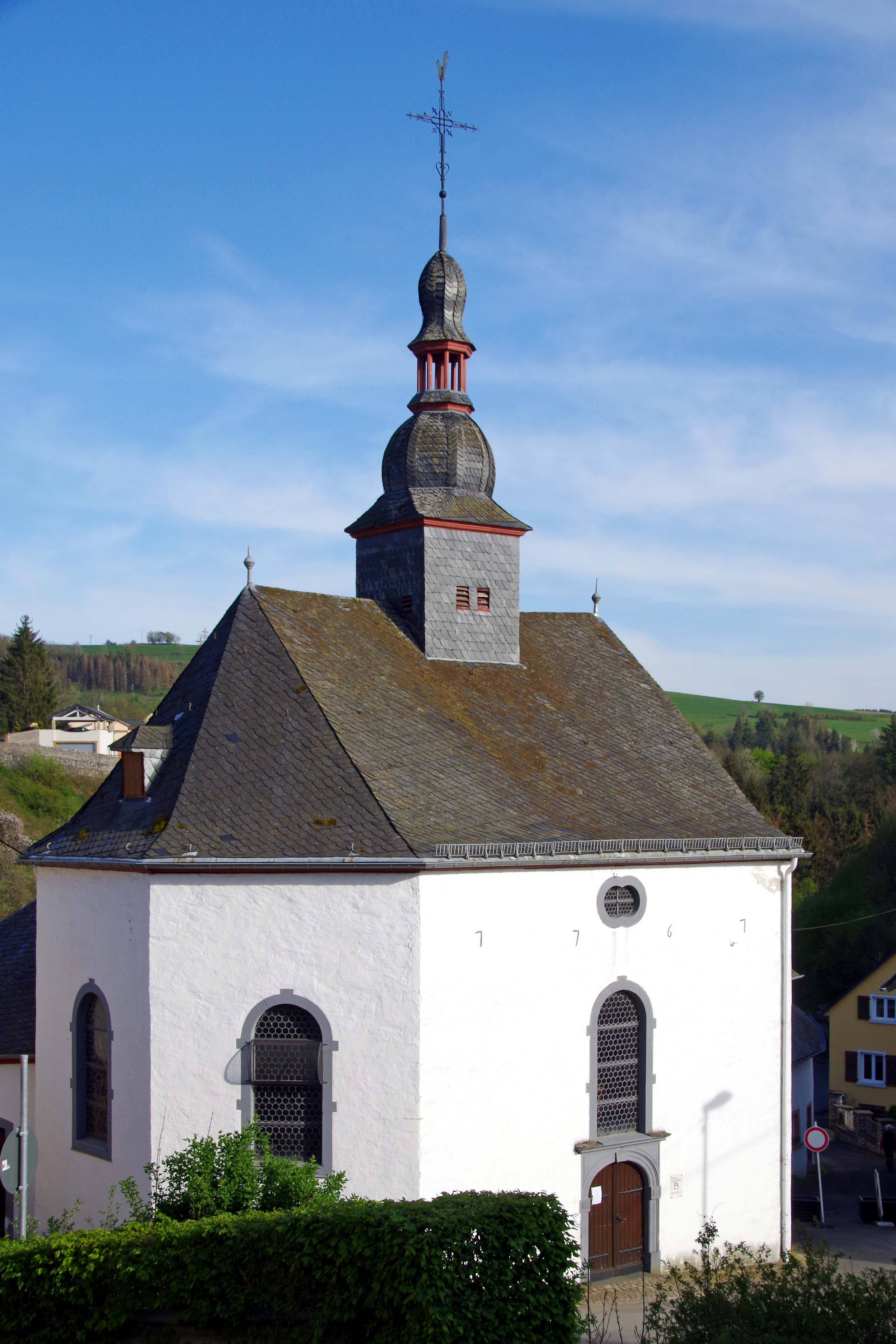
Dasburg, St. Jakobus

Die Kirche St. Jakobus der Ältere ist die römisch-katholische Pfarrkirche von Dasburg im Eifelkreis Bitburg-Prüm in Rheinland-Pfalz. Die Pfarrei Dasburg gehört in der Pfarreiengemeinschaft Arzfeld zum Dekanat St. Willibrord Westeifel.

## Orgel
Die Kirche besitzt eine digitale Sakralorgel der Firma Viscount (Modell: Domus 1323). Diese Orgel hat 39 Register auf 2 Manualen und Pedal und steht auf einer Empore über den Eingang. Zuvor hatte die Kirche ein Harmonium.

## Geschichte

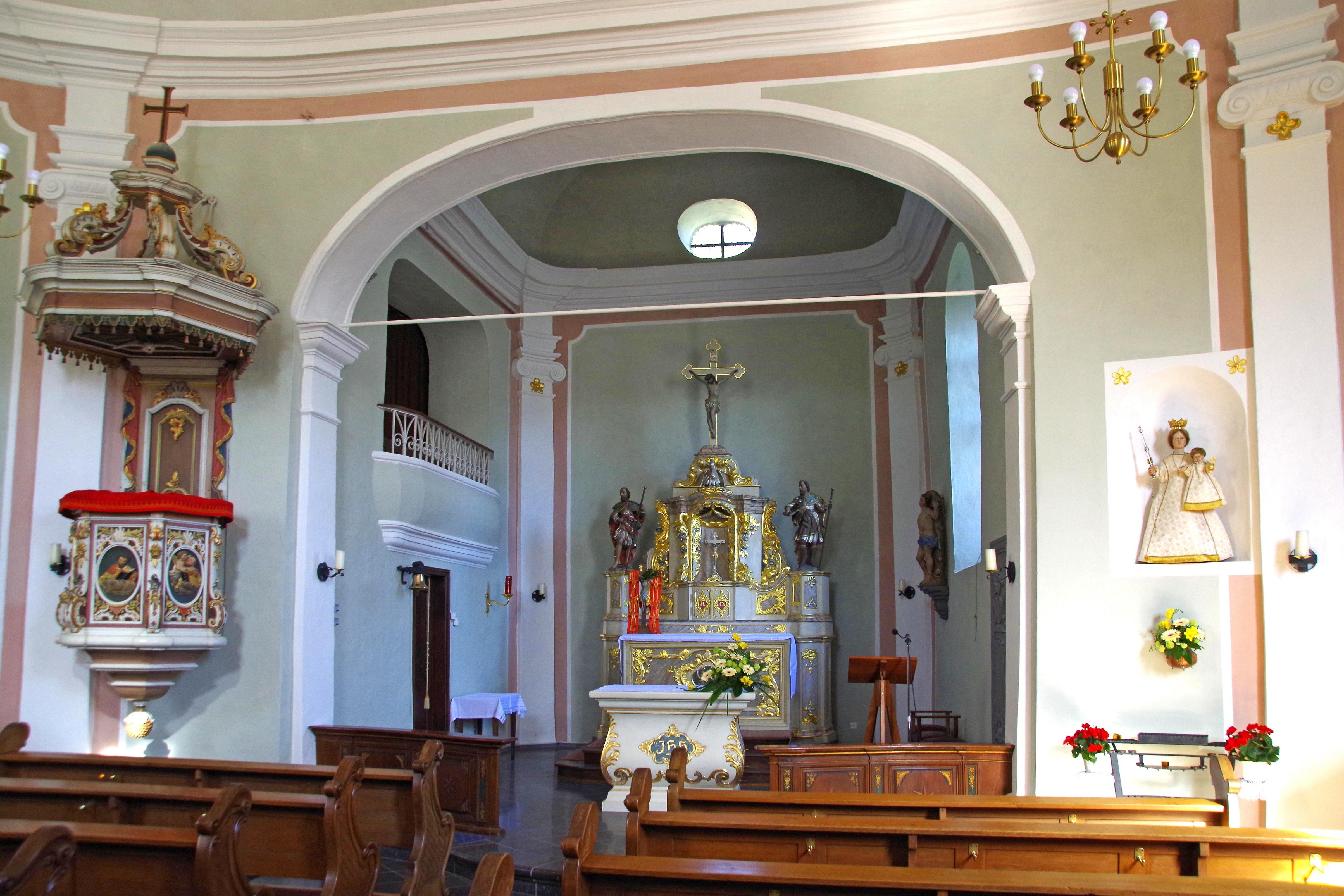
St. Jakobus (Dasburg)

1767 wurde die Kirche St. Jakobus der Ältere als querelliptischer achteckiger Saalbau mit Chor und Dachreiter im barocken Stil (mit Rokoko-Ausstattung) erbaut. Die Datenbank der Kulturgüter in der Region Trier nennt sie ein „Kleinod“. Die Kirche steht unter Denkmalschutz.

## Pfarrer (Auswahl)
- 1808–1810: Johann Peter Huberti
- 1810–1827: Johann Baptist Graf
- 1849–1855: Peter Christa
- 1866–1871: Nikolaus Dionysius
- 1929–1937: Johann Jager
- 1938–1945: August Breit
- 1945–1951: Nikolaus Demmer
- 1951–1958: Paul Stettner
- 1958–1970: Otto Faber